# Championnats d'Asie de VTT 2016
Navigation
Édition précédente Édition suivante
Les Championnats d'Asie de VTT 2016 ont lieu du 4 au 8 mai 2016, à Chainat en Thaïlande.

## Résultats

### Cross-country
| Épreuves       | Or                                                                                               | Argent                                                  | Bronze                                                           |
| -------------- | ------------------------------------------------------------------------------------------------ | ------------------------------------------------------- | ---------------------------------------------------------------- |
| Hommes élites  | Kohei Yamamoto (JAP)                                                                             | Kiril Kazantsev (KAZ)                                   | Chan Chun Hing (HKG)                                             |
| Hommes juniors | Afichanan Klahan (THA)                                                                           | Lyu Xianjing (CHN)                                      | Ma Hao (CHN)                                                     |
| Femmes élites  | Ren Chengyuan (CHN)                                                                              | Supaksorn Nuntana (THA)                                 | Warinthorn Phetpraphan (THA)                                     |
| Femmes juniors | Nathalie Panyawan (THA)                                                                          | He Guangji (CHN)                                        | Siti Nur Adibah Akma Mohd Fuad (MAS)                             |
| Relais mixte   | Thaïlande Klahan Master Athichanan Peerapol Chawchiangkwang Keerati Sukprasart Supaksorn Nuntana | Chine Nazaerbieke Bieken Wang Zhen Ma Hao Ren Chengyuan | Japon Seiya Hirano Toshimi Sato Riki Kitabayashi Ari Hirabayashi |

### Cross-country eliminator
| Épreuves | Or                           | Argent                  | Bronze                 |
| -------- | ---------------------------- | ----------------------- | ---------------------- |
| Hommes   | Keerati Sukprasart (THA)     | Chiang Sheng Shan (TPE) | Farzad Khodayari (IRI) |
| Femmes   | Warinthorn Phetpraphan (THA) | Supaksorn Nuntana (THA) | Toshimi Sato (JAP)     |

### Descente
| Épreuves | Or                        | Argent                        | Bronze                  |
| -------- | ------------------------- | ----------------------------- | ----------------------- |
| Hommes   | Kazuki Shimizu (JAP)      | Tanaphon Jarupeng (THA)       | Junya Nagata (JAP)      |
| Femmes   | Vipavee Deekaballes (THA) | Chatkamnoed Siraphatson (THA) | Riyanti Firiyanti (INA) |

## Tableau des médailles
| Rang  | Nation         | Or | Argent | Bronze | Total |
| ----- | -------------- | -- | ------ | ------ | ----- |
| 1     | Thaïlande      | 6  | 4      | 1      | 11    |
| 2     | Japon          | 2  | 0      | 3      | 5     |
| 3     | Chine          | 1  | 3      | 1      | 5     |
| 4     | Taipei chinois | 0  | 1      | 0      | 1     |
| 4     | Kazakhstan     | 0  | 1      | 0      | 1     |
| 6     | Hong Kong      | 0  | 0      | 1      | 1     |
| 6     | Indonésie      | 0  | 0      | 1      | 1     |
| 6     | Iran           | 0  | 0      | 1      | 1     |
| 6     | Malaisie       | 0  | 0      | 1      | 1     |
| Total | Total          | 9  | 9      | 9      | 27    |